# Simone Zimmerman
Simone Zimmerman (geb. 1990 in Los Angeles) ist eine US-amerikanische Menschenrechtlerin jüdischen Glaubens.
Sie ist Gründungsmitglied der jüdischen Aktivistenbewegung IfNotNow, die sich dafür einsetzt, die Unterstützung der US-amerikanisch-jüdischen Gemeinschaft für die israelische Besatzung zu beenden. Im Jahr 2016 war sie als "jüdische Kontaktbeauftragte" kurzzeitig Teil des Wahlkampfteams des US-Präsidentschaftskandidaten Bernie Sanders. Sie arbeitet für die jüdische Organisation Diaspora Alliance gegen Antisemitismus.
2023 wurde ihre Lebensgeschichte in dem Dokumentarfilm Israelism verfilmt.

## Frühes Leben und Familiengeschichte

### Familiengeschichte
Zimmerman ist Ur-Enkelin von Holocaustüberlebenden. Ihre Urgroßmutter mütterlicherseits wanderte in den 1930er-Jahren mit ihrer Familie aus Polen in das Mandatsgebiet Palästina aus, wodurch sie als einziges von zwölf Geschwistern den Holocaust überlebte. Einer ihrer Großväter kämpfte im Zweiten Weltkrieg als Soldat auf Seiten der Alliierten. Die Bedeutung Israels als jüdischem Zufluchtsort war ein grundlegender Bestandteil von Zimmermans Familiengeschichte. Ein Teil von Zimmermans Familie lebt nach wie vor in Israel, darunter ihre ältere Schwester.

### Frühes Leben
Zimmerman wuchs als Tochter einer konservativen jüdischen Familie in ihrer Geburtsstadt Los Angeles, in San Fernando Valley auf. Sie hat zwei Schwestern. Ihre Eltern waren Mitgründer der Toledo High, ehemals New Community Jewish High School, und Vorstandsvorsitzende der Schule, die Zimmerman später besuchte.
Ihre Kindheit und Jugend war stark geprägt von der United Synagogue of Conservative Judaism (USCJ); so besuchte sie eine von der USCJ betriebene Grundschule und High-School, war engagiertes Mitglied der United Synagogue Youth und besuchte regelmäßig Sommercamps der USCJ-Ramah Camping Movement. Durch Familienbesuche und Programme der USCJ besuchte sie in ihrer Kindheit und Jugend mehrfach Israel; wo sie auch einen Teil ihrer High-School-Zeit im Rahmen eines Austauschprogramms verbrachte. Dort nahm Zimmerman an einem Gadna-Programm teil, mit dem israelische und freiwillige jüdisch-ausländische Jugendliche auf den Dienst in der israelischen Armee vorbereitet werden. Von ihrer Schule wurde sie ebenso zu Konferenzen des American Israel Public Affairs Committee (AIPAC) geschickt.
Zimmerman beschreibt ihre Schulzeit rückblickend sehr kritisch; man habe ihr in der Schule ein unkritisches positives Israel-Bild vermittelt. Kein Thema sei dabei die völkerrechtswidrige israelische Besatzung und der Umgang mit den Palästinensern gewesen. Man habe wenig über die Palästinenser geredet, außer dass sie Juden hassen und töten wollten. Ebenso sei ihr vermittelt worden, dass man als amerikanischer Jude Israel durch zwei Dinge unterstützen könne: Fürsprachen-Aktivismus, wobei es gelte Israel gegen „bösartige Vorwürfe“ zu verteidigen, und Dienst in der israelischen Armee. Zimmermans Angaben nach wanderten aus ihrem Abschlussjahrgang zehn Prozent der Schulabsolventen nach Israel aus und traten dort in die israelische Armee ein. Zimmerman resümiert, man habe in ihrer Schule durch ein System der „Indoktrination“ und "Massenmobilisierung" versucht sie zu einer Befürworterin Israels in den USA zu machen.
Nach ihrem High-School-Abschluss studierte Zimmerman von 2009 bis 2013 in Berkeley an der University of California Nahoststudien, die sie erfolgreich abschloss. Einen Teil ihres Studiums verbrachte sie an der Hebräischen Universität in Jerusalem.

## Aktivismus

### Wandel zur Kritikerin israelischer Besatzung
Unmittelbar nach Beginn ihres Studiums im Jahr 2009 engagierte sich Zimmerman sogleich in der „Israel-Lobby-Szene“ und trat dem Israel Action Committee bei, der ältesten Pro-Israel-Gruppe an der UC-Berkeley. Für dieses nahm sie weiter an Konferenzen des AIPAC teil.
Während ihres zweiten Semesters kam es im Studiensenat der Universität Berkeley zu einem Antrag auf Ablehnung israelischer Unternehmen. Zimmerman beteiligte sich mit dem Israel Action Committee an der Debatte, wobei die erste Abstimmung verloren ging. Am Wochenende nach der Abstimmung nahm Zimmerman an der nationalen Tagung des AIPAC teil, wobei ein AIPAC-Vertreter erklärte, dass man den Beschluss rückgängig machen werde, indem man die Studentenregierung übernehmen werde. Nachdem der Präsident der Studentenschaft sein Veto gegen den Antrag eingelegt hatte, fanden zwei weitere Versammlungen statt, die nationale Aufmerksamkeit erreichten. Jüdische Organisationen der Pro-Israel-Seite legten – unterstützt durch schriftlich fixierte Handlungsempfehlungen – Wortmeldern nahe, israel-kritische Positionen durch emotionale Debattenbeiträge, die Ansprache vermeintlicher Doppelstandards und Antisemitismusvorwürfe zu delegitimieren.
Zimmerman beschreibt die Konfrontation mit pro-palästinensischen Stimmen im Rahmen universitärer Auseinandersetzungen als zentralen Einschnitt in ihrem Denken, da die Narrative der Gegenseite mit ihrem eigenen Bild von Israel und dem Nahostkonflikt nicht kompatibel waren. Sie begann ihre Überzeugungen zu hinterfragen und suchte Antworten auf Vorwürfe wie Siedlerkolonialismus, Besatzung und Apartheid. Ihren Angaben nach, fand sie keine überzeugenden Gegenargumente oder Antworten bei den pro-israelischen jüdischen Organisationen und durch die Studentenorganisation Hillel. Zwar blieb das Veto aufrecht, doch empfand Zimmerman den Prozess nicht als wahren Sieg. Tägliche Auseinandersetzungen, darunter mit ihrer Studentenzimmergenossin, brachten sie in einen Reflexionsprozess. Ein paar Monate später las Zimmerman den Artikel The Failure of the American Jewish Establishment des Politikwissenschaftlers Peter Beinart, der genau jenes Verhalten pro-israelischer Lobbygruppen beschrieb, die sie auf dem Campus erlebt hatte. Um Antworten auf ihre Fragen zu bekommen entschied sich Zimmerman für eine Reise in den Nahen Osten, wo sie mittels eines Hillel-Stipendiums am Pardes Institute of Jewish Studies in Jerusalem studierte und das Land bereiste, darunter auch das besetzte Westjordanland. Unter anderem besuchte Zimmerman das Ostjerusalemer Viertel Scheich Dscharrah, in dem palästinensische Bewohner aus ihren Häusern vertrieben wurden, die an jüdische Siedler übergingen. Zimmerman beschreibt die Erfahrung dort als erschütternd und entscheidend für ihren politischen Wandel.

### Aktivistische Arbeit
Unter dem Eindruck ihrer Erlebnisse im Westjordanland begann sich Zimmerman als Aktivistin in jüdischen Gruppen zu engagieren, die ein Ende der israelischen Besatzung für die Palästinenser und eine friedliche Lösung des Nahostkonfliktes fordern. 2011 trat Zimmermann J Street U bei, dem Hochschul-Ableger von J Street. Zimmerman gründete eine der Hochschulgruppen an ihrer Universität in Berkeley. Im Studienjahr 2012/2013 wurde sie als Landespräsidentin der J Street U National Student Board gewählt.
Zimmerman war 2014 eine der Mitbegründerinnen der jüdischen Aktivistenbewegung IfNotNow, die sich dafür einsetzt, die Unterstützung der US-amerikanisch-jüdischen Gemeinschaft für die israelische Besatzung zu beenden. Zu Aktionen von IfNotNow gehörten in der Vergangenheit etwa Sitzstreiks bei der Anti-Defamation League, Proteste gegen Tagungen der AIPAC und Teilnahme an pro-palästinensischen Demonstrationen. Während des Gaza-Kriegs 2014 demonstrierte die Gruppe regelmäßig vor den Büros des Conference of Presidents of Major American Jewish Organizations und las die Namen der Palästinenser und Israelis vor, die im Konflikt getötet wurden.
Zimmerman sah sich für ihre politische Haltung starker Anfeindungen gegen ihre Person ausgesetzt und wurde unter anderem als „sich selbst hassende Jüdin“, „Verräterin“ und „schlimmer als die Palästinenser“ bezeichnet; auch legte man ihr Suizid nahe. Zimmerman beschrieb diese Anfeindungen als Ausdruck der „primären Strategie der israelischen Interessenvertretung, die reiche Tradition der Debatte zum Einsturz zu bringen und zu sagen, dass es in dieser Frage nur eine jüdische Position geben kann, nämlich die Unterstützung Israels. Und jeder, der davon abweicht, ist selbst-hassend, ist ein Verräter.“ Zimmerman lehnt diese Position ab: „Es ist so kontrafaktisch zu dem, was die Geschichte des jüdischen Lebens tatsächlich ist. Es hat immer Juden gegeben, die dem Zionismus widersprochen haben. Es hat immer tiefe Debatten über Israel gegeben und was die Beziehung von Juden weltweit zu dem Staat sein sollte, und einfach nur tiefgreifende Meinungsverschiedenheiten über die Politik der israelischen Regierung. Der Gedanke, dass Israel ein Apartheidstaat ist, ist etwas, über das Israelis reden.“

### Festsetzung bei Einreise in Israel 2018
Im August 2018 wurde Zimmerman nach einem Urlaub auf der ägyptischen Sinai-Halbinsel bei ihrer Wiedereinreise nach Israel mehrere Stunden vom israelischen Inlandsgeheimdienst Schin Bet festgehalten und verhört, wobei sie eigenen Angaben nach über ihre Meinung zu Premierminister Benjamin Netanjahu befragt wurde und warum sie „mit Palästinensern“, aber „nicht mit Juden“ arbeiten wolle. Der Schin Bet und die israelischen Behörden bestritten die Behauptungen; doch war es der dritte Fall innerhalb weniger Monate bei dem amerikanische Juden – alle politisch links eingestellte Menschenrechtsaktivisten – eine solche Befragung erlebten. Der Knesset-Abgeordnete Mosche Raz von der Meretz-Partei kritisierte Zimmermans Befragung als „Verfolgung von Menschenrechtsaktivisten“ und „Beweis für den Abgrund, in den wir [Israel] abgleiten“. Der israelische Menschenrechtsanwalt Michael Sfard sah das Vorgehen des Schin Bet als Resultat einer zunehmenden Repression der rechtsgerichteten israelischen Regierung gegenüber Linken und Menschenrechtsaktivisten. Daniel Gordis, Vizepräsident des Shalem College in Jerusalem, der Zimmerman in der Vergangenheit kritisiert hatte, verurteilte den Vorgang durch den Schin Bet als „plumpe, amateurhafte Machtdemonstration“.

## Arbeit

### Mitarbeiterin im US-Präsidentschafts-Wahlkampfteam von Bernie Sanders
Im April 2016 wurde Zimmerman als „jüdische Kontaktbeauftragte“ in das Wahlkampfteam des demokratischen US-Präsidentschaftskandidaten Bernie Sanders berufen, der später in den partei-internen Vorwahlen seiner Konkurrentin Hillary Clinton unterlag, welche wiederum im Präsidentschaftswahlkampf gegen den republikanischen Kandidaten Donald Trump unterlag. Unmittelbar nach Zimmermans Berufung in das Amt tauchte in den Medien ein Facebook-Post auf, den Zimmerman im März 2015 verfasst hatte. Anlass war einer Reise des israelischen Ministerpräsidenten Benjamin Netanjahu in die USA, wo Netanjahu vor dem US-Kongress sprach und gegen das geplante Iran-Atomabkommen protestierte, ohne aber auf seiner Reise auch US-Präsident Barack Obama zu treffen. Darin griff Zimmerman Netanjahu mit scharfen Worten an:   
„Bibi Netanyahu ist ein arrogantes, betrügerisches, zynisches, manipulatives Arschloch. Fick dich, Bibi, dass du es wagst zu behaupten, dass du auch nur einen Bruchteil der Juden in dieser Welt legitim repräsentierst, für deine konstante Angstmacherei, dafür, dass du Israel mit Wort und Tat immer weiter von der internationalen Gemeinschaft entfernst, und vor allem dafür, dass du versuchst, ein potenziell historisches diplomatisches Abkommen mit dem Iran zu torpedieren und somit die Welt von der Tatsache abzulenken, dass du im Sommer den Mord an über 2.000 Menschen gebilligt hast.“
Am 3. März 2015, wenige Stunden nach Veröffentlichung, änderte Zimmerman die vulgären Ausdrücke in „Politiker“ und „Schande über dich“. Aufgrund des medialen Drucks wurde Zimmerman am 13. April 2016, nur wenige Tage nach ihrer Einstellung, ihres Postens enthoben.
Unter anderem hatten Ronald S. Lauder, Präsident des World Jewish Congress und der ehemalige Leiter der Anti-Defamation League, Abraham Foxman, Zimmerman zu entlassen. Daniel Sieradski, nationaler Organisator von Jews for Bernie kommentierte die Entlassung Zimmermans kritisch: „Es sieht nicht gut aus für die Sanders-Kampagne, wenn sie einerseits sagen 'wir werden gegen Netanjahu sprechen', und andererseits jemanden suspendieren, der sich gegen ihn ausspricht.“ Die Gruppe sprach von „Verleumdungen aus dem rechten Lager“, welche Zimmerman als Israel-Hasserin titulierten. Zimmerman sei eine „Anti-Besatzungs-Aktivistin, keine Anti-Israel-Aktivistin. Diejenigen, die den Unterschied nicht anerkennen, sind Extremisten“, erklärte die Gruppe. Michael Rothbaum kommentierte in der jüdischen Zeitung The Forward, dass Zimmermans Entlassung aus politischen Interesse für Sanders unabwendbar gewesen sei, auch wenn Zimmerman mit ihren Ansichten grundsätzlich recht habe. Sie gehöre zu einer Generation junger amerikanischer Juden, die sich kritisch zu Israel positioniert: „Wenn wir wollen, dass die nächste Generation von Juden Israel liebt und unterstützt, muss die Besatzung enden.“ Peter Beinart kommentierte, wenn die jüdische Gemeinde Simone Zimmerman verliere, verliere sie die Besten der jüdischen Millennials.

### Weitere Arbeit
Von 2016 bis 2018 lebte Zimmerman erneut in Israel, wo sie für die Nichtregierungsorganisation Gisha arbeitete, die sich für die Bewegungsfreiheit der Palästinenser, insbesondere der Bewohner des Gazastreifens einsetzt. Im März 2019 wurde Zimmerman zur Leiterin der amerikanischen Außenstelle der israelischen Menschenrechtsorganisation B’Tselem ernannt. Spätestens seit Oktober 2022 arbeitet sie für die Diaspora Alliance, eine internationale, von Juden geleitete Organisation gegen Antisemitismus; gegenwärtig als Director of Media & Special Projects.

## Positionen

### Allgemeine Positionen
Über ihren Aktivismus sagt Zimmerman: „Wir tun dies aus Liebe zu unserer Gemeinschaft und aus Liebe zu unseren Nachbarn. [...] Wir wissen, dass die jüdische Befreiung untrennbar mit der Befreiung aller Menschen verbunden ist.“
Während des Israel-Gaza-Krieges ab 2023 bezeichnete Zimmerman Israel als „Apartheid-Staat“.
Zimmerman wirft der israelischen Gesellschaft einen „grassierenden Rassismus“ und dem US-amerikanischen pro-israelischen jüdischen Establishment eine weitverbreitete Dehumanisierung der Palästinenser und ein Absprechen des Rechtes auf ihr Land vor. Ebenso wirft sie dem Establishment vor, jedwede Kritik an Israel derart zu unterbinden, dass der Kampf gegen Antisemitismus kein Kampf mehr für die Sicherheit für Juden, sondern vielmehr für den Staat Israel geworden sei und man die wahren Bedrohungen für Juden nicht mehr wahrnehme; etwa den wachsenden Einfluss und offenen Judenhass von amerikanischen Rechtsextremisten in der Ära von US-Präsident Donald Trump.
2013 kritisierte Zimmerman in einem Meinungsbeitrag für die Jewish Telegraphic Agency die jüdisch-amerikanische Studentenorganisation Hillel in Bezug auf inner-jüdische Meinungspluralität zu Israel. So habe Hillel zwar sich für nicht-religiöse, atheistische und queere Juden geöffnet, wenn es thematisch um Israel gehe, fehle dieser Meinungspluralismus jedoch, was sie an den Israel-Richtlinien von Hillel International festmachte, welche die Zusammenarbeit mit Gruppen, die Israel delegitimieren, dämonisieren oder doppelte Maßstäbe anwenden, verneinen. Das Problem sei nicht die Existenz der Regeln, sondern wie diese in der Praxis interpretiert würden. So lade Hillel etwa Redner ein, die eine friedlichen Kompromiss zwischen Israel und den Palästinensern ablehne, lehne es aber ab jüdisch-israelische Menschenrechtsgruppen wie B'Tselem und Breaking the Silence einzuladen. Ebenso kritisierte sie die Hillel-Regel, dass jüdische Studenten, die die BDS-Bewegung unterstützen, keine vollwertigen Mitglieder sein können.

### Krieg in Israel und Gaza seit 2023
Zimmerman verurteilte den Terrorangriff der Hamas auf Israel vom 7. Oktober mit über 1.100 israelischen Toten entschieden, gab jedoch zu bedenken, dass „in diesem Moment der Zerstörung, wir verstehen müssen, wie wir hierhin gekommen sind“, wo sie die anhaltende israelische Besatzung und Unterdrückung der Palästinenser als Grund nannte. Am 16. Oktober 2023, nachdem auf palästinensischer Seite bereits rund 2.800 Palästinenser infolge israelischer Bombardierungen des Gazastreifens getötet worden waren, organisierten IfNotNow und Jewish Voice for Peace eine Demonstration in Washington D.C. vor dem Weißen Haus. Zimmerman appellierte als Rednerin an die US-Regierung, „alles in ihrer Macht Stehende zu tun, um einen Völkermord in Gaza zu verhindern“ und forderte einen Waffenstillstand. Sie forderte ebenso die Biden-Administration zur Selbstreflexion auf und ergänzte: „Israelische und palästinensische Stimmen sagen seit Jahren, dass (die US-Außenpolitik gegenüber Israel) für Palästinenser nicht nachhaltig ist und für Israelis eine direkte Sicherheitsgefahr darstellt.“

Vor dem Hintergrund des Israel-Gaza-Krieges 2023/2024, dem Erfolg des Dokumentarfilms Israelism und jüdischen Protesten gegen den Krieg erklärte Zimmerman:
„Wenn es etwas gibt, das mir in dieser schrecklichen Zeit auch nur einen Funken Hoffnung gibt, dann ist es, dass mehr Menschen die Scheuklappen ablegen. Dass die Menschen aufhören, die Lügen zu glauben, die uns beigebracht wurden, und den Mut haben, sich der Realität Israels zu stellen und nicht der Fantasie.“

### Verhältnis zur BDS-Bewegung
2017 erklärte Zimmerman, sie sei kein Teil der gegen Israel gerichteten BDS-Bewegung, halte persönlich die Methode gewaltfreier wirtschaftlicher und diplomatischer Maßnahmen des Drucks gegen die israelische Besatzung aber für richtig und legitim.

## Auftritte in Filmen
Simone Zimmerman ist die zentrale Hauptfigur in dem 2023 erschienenen Dokumentarfilm Israelism.